# Стивен Марковић
Стивен Марковић (енгл. Steven Marković; Сиднеј, 14. март 1985. у Сиднеју) је бивши аустралијски кошаркаш српског порекла. Играо је на позицији плејмејкера.

## Каријера
Марковић је рођен у Сиднеју од оца Србина и мајке Италијанке. Каријеру је почео у екипи Вест Сиднеј рејзорбакса из које је 2005. године стигао у Црвену звезду. У првом мандату на Малом Калемегдану провео је три године, био члан екипе која је освојила Куп Радивоја Кораћа 2006. али није био у саставу за финални турнир. Просечно је у сезони 2007/08. бележио 8,6 поена и 2,2 асистенције за 'црвено-беле', што му је омогућило трансфер у Бенетон. Међутим у Тревизу се задржао само до фебруара 2009. када се враћа у Звезду на позајмицу до краја сезоне. Сезону 2009/10. је пропустио због повреде.
У септембру 2010. потписао је за Раднички Крагујевац. У првој сезони је одиграо 26 утакмица у Јадранској лиги и убацивао 12, 7 поена, уз пет асистенција за просечно више од 32 минута на терену. И у другој сезони са клубом је био солидан, али је трећа година његовог боравка у клубу била знатно слабија. Добијао је све мању минутажу, а Раднички га је отпустио после инцидента на мечу са Партизаном, када је одбио да уђе у игру после тајм аута.
Од 2013. је поново играо у Аустралији. Две сезоне је био у Таунсвил крокодајлсима а током сезоне 2015/16. је био играч Сиднеј кингса.

## Репрезентација
Био је члан младе репрезентације Аустралије која је 2003. освојила Светско првенство до 19 година. Поред њега, у тој екипи је наступао и Алекс Марић, још један Аустралијанац српског порекла.
За сениорску репрезентацију Аустралије је играо на Светском првенству 2010. у Турској. Марковић се није наиграо на Мундобаскету, у пет утакмица у групи уписао је 21 минут, уз само два поена. Против Србије, Аргентине и Немачке није ни улазио у игру, баш као ни у поразу од Словеније, у осмини финала.